# 1865 en science
| Années de la science : 1862 - 1863 - 1864 - 1865 - 1866 - 1867 - 1868    |
| Décennies de la science : 1830 - 1840 - 1850 - 1860 - 1870 - 1880 - 1890 |

Cet article présente les faits marquants de l'année 1865 en science.

## Événements
- 8 février et 8 mars : le moine et botaniste autrichien Gregor Mendel fait part des résultats de ses expériences sur l'hybridation des pois aux assemblées mensuelles de Naturforschenden Vereins, l'association de sciences naturelles de Brno. Il en déduit les lois de Mendel régissant la transformation des hybrides, bases théoriques de la génétique et de l’hérédité moderne[1]. Son article intitulé Versuche über Pflanzenhybriden / Recherches sur des hybrides végétaux est publié en 1866.
- 17 mai : le père Armand David observe pour la première fois le cerf du père David en Chine[2].
- 7 juin : Louis Pasteur se rend à Alès à la demande de Jean-Baptiste Dumas pour étudier les maladies des vers à soie. Il y fait cinq séjours de 1865 à 1869[3].
- Juin et août : Francis Galton présente les principes de l'eugénisme dans un article intitulé « Hereditary Talent and Character » , paru dans Macmillan's Magazine[4].

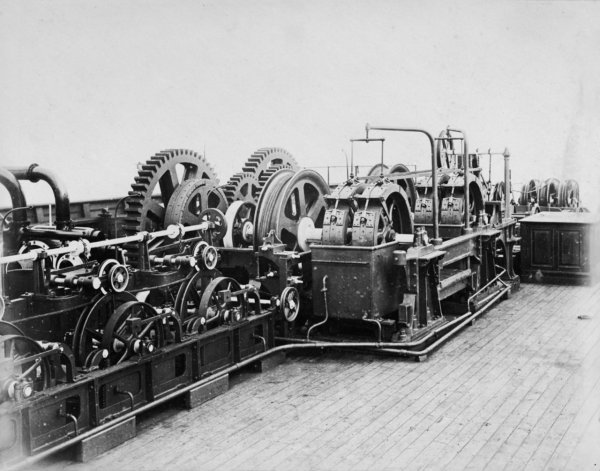
La machinerie pour poser le câble, 1865.

- 23 juillet : le navire câblier SS Great Eastern commence la pose du premier câble télégraphique transatlantique opérationnel entre l'Europe et l'Amérique commence. Il se rompt le 2 août puis repêché en août 1866 et mis en service le 9 septembre 1866[5].
- Septembre : début de l'exploration de la Patagonie septentrionale par le naturaliste et explorateur suisse Georges Claraz. Il est le premier à décrire les zones comprises entre le Río Negro et le Río Chubut[6].

- Ouverture du Vassar College Observatory à Poughkeepsie, New York, avec Maria Mitchell comme première directrice[7].

### Sciences physiques
- 1er janvier : le physicien écossais James Clerk Maxwell publie dans les Philosophical Transactions of the Royal Society un article intitulé A Dynamical Theory of the Electromagnetic Field  (Théorie dynamique du champ électromagnétique) dans lequel il réalise une synthèse harmonieuse des diverses lois expérimentales découvertes par ses prédécesseurs (lois de l'électrostatique, du magnétisme, de l'induction…). Cette synthèse (connue sous le terme d’« équations de Maxwell ») n'est possible que parce que Maxwell a su dépasser les travaux de ses devanciers, en introduisant dans une équation un « chaînon manquant », appelé le courant de déplacement, dont la présence assure la cohérence de l'édifice unifié[8]. La même année il publie sa théorie sous la forme de 20 équations à 20 inconnues, écrit à l'aide de quaternions. Maxwell publie aussi un article intitulé On governors dans Proceedings of Royal Society, vol. 16 (1867-1868), qui est souvent considéré classiquement comme le début de la théorie de la régulation. Dans cet article le régulateur renvoie à la notion de régulateur à boules des machines à vapeur.

- 11 avril : Louis Pasteur dépose un brevet pour un procédé de conservation du vin par chauffage[9] (pasteurisation).

- 18 août : John Alexander Reina Newlands émet son hypothèse de la loi des octaves[10] selon laquelle les propriétés chimiques des éléments classés en fonction de leurs masses atomiques se retrouvent tous les huit éléments.

- Le fabricant de boules de billard américain Phelan & Collendar promet 10 000 $ à la personne qui trouverait un substitut à l'ivoire dans la fabrication de boules de billard. Pour obtenir ce prix, l'inventeur américain John Wesley Hyatt met au point le celluloïd, la première matière plastique, breveté en 1869[11].

- Johann Josef Loschmidt détermine le nombre exact de molécules contenues dans une mole qui est plus tard appelé nombre d'Avogadro[12].
- Friedrich Kekulé von Stradonitz, se fondant en partie sur les travaux de Loschmidt, établit la structure du benzène comme étant un cycle à six atomes de carbone comportant une alternance de simples et doubles liaisons[13].

- Hermann Sprengel met au point une pompe permettant d'établir un vide de 1 mPa[14].

- Le physicien allemand Rudolf Clausius introduit la notion d'entropie[15].

## Publications
- Claude Bernard : Introduction à l'étude de la médecine expérimentale. Le physiologiste français dénonce les tenants du « vitalisme » et montre que les organismes vivants suivent les mêmes lois que le monde inanimé.

- George Johnston (1797–1855) : A Catalogue of the British Non-Parasitical Worms in the Collection of the British Museum (posthume).
- John Lubbock : Prehistoric Times. Il introduit la distinction entre les temps paléolithique et néolithique[16].

## Prix
- Médailles de la Royal Society
  - Médaille Copley : Michel Chasles
  - Médaille royale : Archibald Smith, Joseph Prestwich

- Médailles de la Geological Society of London
  - Médaille Wollaston : Thomas Davidson

## Naissances

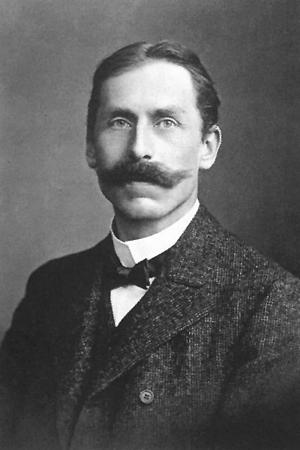
Friedrich Paschen

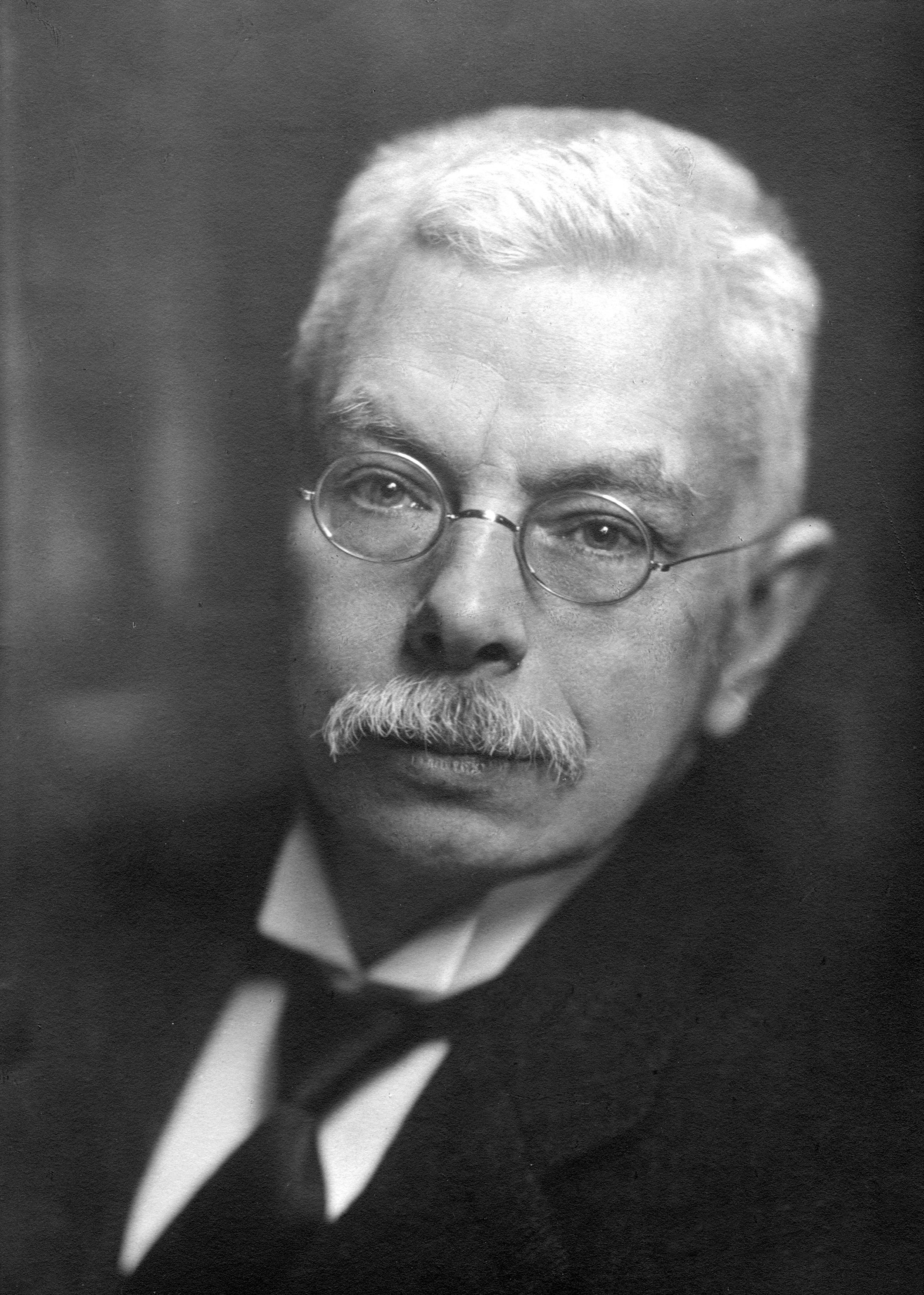
Pieter Zeeman

- 5 janvier : Julio Garavito Armero (mort en 1920), astronome et mathématicien colombien.
- 22 janvier : Friedrich Paschen (mort en 1947), physicien allemand.
- 24 janvier : George Reber Wieland (mort en 1953), paléontologue et paléobotaniste américain.
- 4 février :
  - Charles Bally (mort en 1947), linguiste suisse.
  - Johann Nepomuk Krieger (mort en 1902), astronome allemand.
- 6 février : Andrew Crommelin (mort en 1939), astronome britannique.
- 16 février : Anastasio Alfaro (mort en 1951), explorateur, géologue et zoologiste costaricien.
- 26 février : Charles le Morvan (mort en 1933), astronome français.
- 1er mars : Vladimir Varićak (mort en 1942), mathématicien et physicien théorique croate.
- 4 mars : Jules Cornet (mort en 1929), géologue belge.
- 25 mars : Pierre Weiss (mort en 1940), physicien français.
- 27 mars : Józef Marian Morozewicz (mort en 1941), scientifique, minéralogiste et pétrographe polonais.
- 1er avril : Richard Adolf Zsigmondy (mort en 1929), chimiste austro-allemand.
- 27 avril : Vladimir Bogoraz (mort en 1936), anthropologue russe.
- 13 mai : Johannes Thiele (mort en 1917), chimiste allemand.
- 25 mai : Pieter Zeeman (mort en 1943), physicien néerlandais, prix Nobel de physique en 1902.
- 10 juin : Frederick Cook (mort en 1940), explorateur polaire américain.
- 18 juin :
  - Emil Knoevenagel (mort en 1921), chimiste allemand.
  - Friedrich Pockels (mort en 1913), physicien allemand.
- 2 août : James Henry Breasted (mort en 1935), archéologue américain.
- 1er septembre : Georges Charpy (mort en 1945), chimiste français.
- 4 septembre : Albert Spear Hitchcock (mort en 1935), botaniste et agronome américain.
- 6 septembre : Herbert Soper (mort en 1930), statisticien britannique.
- 14 septembre : Norman de Garis Davies (mort en 1941), égyptologue anglais.
- 4 octobre : Georges Legrain (mort en 1917), égyptologue français.
- 5 octobre : Édouard Chavannes (mort en 1918), archéologue et sinologue français.
- 12 octobre : Arthur Harden (mort en 1940), biochimiste anglais.
- 6 novembre : William Boog Leishman (mort en 1926), médecin écossais.
- 17 novembre : John Stanley Plaskett (mort en 1941), astronome canadien.
- 20 novembre : Jules Toutain (mort en 1961), archéologue français.
- 22 novembre : Hippolyte Müller (mort en 1933), préhistorien français.
- 11 décembre : Georges Foucart (mort en 1943), égyptologue français.

- Raniero Mengarelli (mort en 1943), archéologue et étruscologue italien.

## Décès

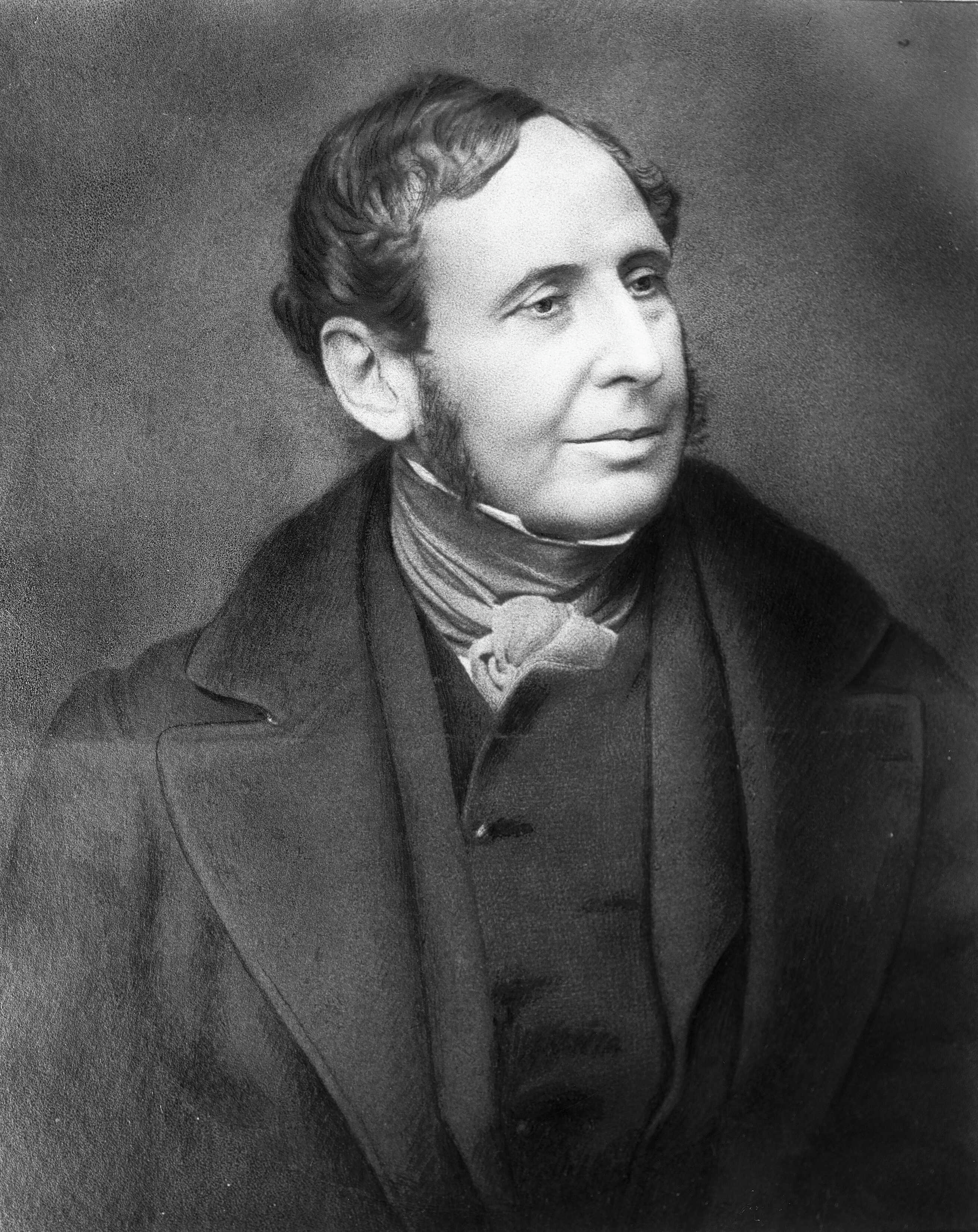
Robert FitzRoy

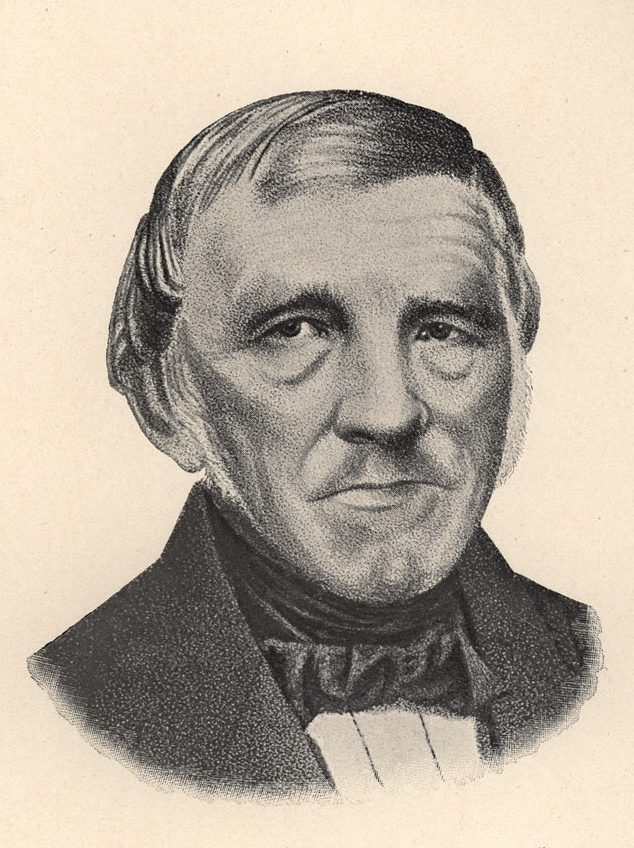
Johann Franz Encke

- 24 janvier : Samuel Hunter Christie (né en 1784), scientifique et mathématicien britannique.
- 26 janvier : William Sharp Macleay (né en 1792), entomologiste britannique.
- 31 janvier : Hugh Falconer (né en 1808), géologue, paléontologue, paléoanthropologue et botaniste écossais.
- 17 février : George Phillips Bond (né en 1825), astronome américain.
- 5 mars : Cosimo Ridolfi (né en 1794), agronome et homme d'État italien.
- 11 mars : Robert Hermann Schomburgk (né en 1804), explorateur anglais.
- 20 mars : Giuseppe Domenico Botto (né en 1791), physicien italien.
- 13 avril :
  - Amanz Gressly (né en 1814), géologue et paléontologue suisse.
  - Achille Valenciennes (né en 1794), zoologiste français.
- 18 avril :
  - Jean-Marie Léon Dufour (né en 1780), médecin et naturaliste français.
  - Heinrich Agathon Bernstein (né en 1828), naturaliste-voyageur prussien.
- 30 avril : Robert FitzRoy (né en 1805), explorateur britannique, capitaine du HMS Beagle.
- 4 mai : Henry Christy (né en 1810), ethnologue et préhistorien anglais.
- 21 mai : Christian Jürgensen Thomsen (né en 1788), archéologue et préhistorien danois.
- 30 mai : Pierre Michel Moisson-Desroches (né en 1785), Polytechnicien et ingénieur du corps des mines français.
- 5 juin : John Richardson (né en 1787), naturaliste, explorateur et médecin écossais.
- 18 juin : William Parker Foulke (né en 1816), paléontologue américain.
- 21 juin : John William Lubbock (né en 1803), banquier, mathématicien et astronome britannique.
- 18 juillet : Raffaele Piria (né en 1814), scientifique et chimiste italien.
- 2 août : John Randel Jr. (né en 1787), cartographe, géomètre et ingénieur civil américain.
- 12 août : William Jackson Hooker (né en 1785), botaniste britannique.
- 13 août
  - Friedrich Ludwig Koch (né en 1786), pharmacien allemand.
  - Ignace Philippe Semmelweis (né en 1818), médecin obstétricien austro-hongrois.
- 26 août : Johann Franz Encke (né en 1791), astronome allemand.
- 2 septembre :
  - William Rowan Hamilton (né en 1805), mathématicien, physicien et astronome irlandais.
  - John Macadam (né en 1827), chimiste, médecin et enseignant australien.
- 9 septembre : William Henry Smyth (né en 1788), astronome britannique.
- 6 octobre : Koide Chōjūrō (né en 1797), mathématicien japonais.